# Motor IOE

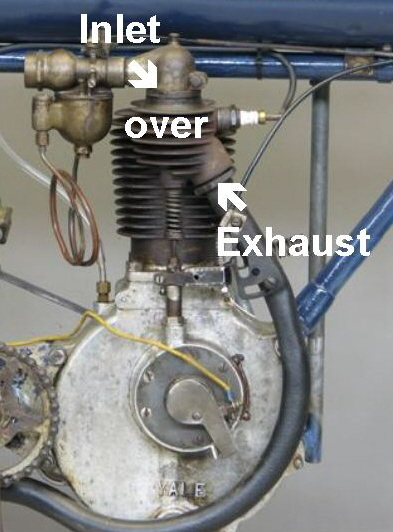
Motor Yale IOE de 1911, con la válvula de admisión (Inlet) en la culata y la de escape (Exhaust) en el bloque

El motor IOE (de la denominación inglesa "intake/inlet over exhaust"; es decir, con la "admisión por encima del escape"), también conocido en los Estados Unidos como motor de culata en F, es un tipo de motor de combustión interna de cuatro tiempos cuyo sistema de distribución incluye válvulas admisión en cabeza (situadas en la culata) y válvulas de escape laterales (situadas en el bloque del motor).
Los motores IOE se usaron ampliamente en las primeras motocicletas, en las que la válvula de admisión era operada mediante la succión del motor en lugar de utilizar un tren de válvulas activado por levas. Cuando las válvulas de admisión operadas por succión alcanzaron sus límites a medida que aumentó la velocidad de los motores, los fabricantes modificaron los diseños agregando un tren de levas mecánico para accionar las válvulas de admisión. Algunos fabricantes de automóviles, incluidos Willys-Overland Motors, Rolls-Royce y Humber, también fabricaron motores IOE tanto para automóviles como para vehículos militares. Rover fabricó motores de cuatro y de seis cilindros en línea con una versión particularmente eficiente del sistema de alimentación IOE.
Se han fabricado algunos diseños con el sistema inverso, es decir, con la válvula de escape situada por encima de la admisión (EOI), como el motor del cuadriciclo Ford de 1896.

## Descripción
En un motor de culata en F o IOE, el colector de admisión y sus válvulas están ubicados en la culata, por encima de los cilindros, y son operadas por balancines que invierten el movimiento de los taqués para que las válvulas de admisión se abran hacia abajo en la cámara de combustión. El colector de escape y sus válvulas se encuentran en un costado de los cilindros, insertadas en el bloque del motor. Las válvulas de escape están colocadas aproximadamente (o a veces exactamente) paralelas a los pistones; sus caras apuntan hacia arriba y no son operadas por varillas de empuje separadas, sino por contacto con un árbol de levas a través del empujador o elevador de la válvula integrado. Las válvulas se desplazaron hacia un lado alojándose en una protuberancia lateral, formando lo que parecía ser un bolsillo. Esto llevó a la utilización del término de "válvulas de bolsillo" en los motores IOE. Un motor de culata en F combina características de los motores del tipo de válvulas en cabeza y del motor de culata plana. La válvula de entrada es accionada por la varilla de empuje y el balancín y se abre hacia abajo, como en un motor de válvulas en cabeza, mientras que la válvula de escape está desplazada del cilindro y se abre hacia arriba mediante una varilla de empuje integrada en el vástago de la válvula, accionado directamente por el árbol como las válvulas de un motor de culata plana.

## Origen
Los primeros diseños de IOE usaban válvulas de entrada atmosféricas, que se mantenían cerradas con un resorte débil y se abrían por la diferencia de presión creada cuando el pistón bajaba en el tiempo de admisión. Este sistema funcionó bien con los primeros motores de baja velocidad, y tuvo la ventaja de ser muy simple y barato. Pero el resorte débil no podía cerrar la válvula lo suficientemente rápido a medida que aumentaba la velocidad del motor. Esto requirió resortes más fuertes, que a su vez requirieron una acción mecánica directa para abrirse, ya que la presión atmosférica de 15 libras por pulgada cuadrada (10,6 mca) limita la fuerza total disponible para crear una diferencia de presión, lo que significa que un resorte con 15 libras (6,8 kg) era el más fuerte que se podía usar (en la práctica, tendría que ser aún más ligero). Cuando se alcanzaron los límites de este sistema, se mejoró el diseño sin cambios sustanciales en la fundición del cabezal al agregar un sistema mecánico para abrir las válvulas de entrada y resortes más fuertes para cerrarlas. En ambos casos, las válvulas de escape estaban en el bloque y se abrían por contacto con un árbol de levas a través de un empujador o elevador de válvulas, siendo cerradas por resortes.

## Ventajas y desventajas
El diseño IOE permite el uso de válvulas más grandes que una culata en L (con válvulas laterales) o un motor OHV (con válvulas en cabeza). Sus ventajas sobre la válvula lateral de una culata plana también incluía una cámara de combustión compacta, una bujía bien ubicada y un efecto de enfriamiento del remolino de mezcla, junto con un mejor flujo de la mezcla de admisión. Entre las desventajas figuran una cámara de combustión de forma más compleja que la de un motor de válvulas en cabeza, lo que afecta las tasas de combustión y puede crear puntos calientes en la cabeza del pistón, y una ubicación inferior de la válvula, lo que dificultaba una limpieza eficiente. Debido a las complicaciones adicionales de los balancines y las varillas de empuje, también era más complejo y costoso de fabricar que un motor de válvulas laterales, además de ser físicamente más grande debido a que los balancines se colocaban sobre la culata de los cilindros, y requería una válvula de admisión y orificios en la culata, mientras que el cilindro de un motor de válvula lateral es simplemente un cilindro de extremo cerrado.

## Motores Rover IOE

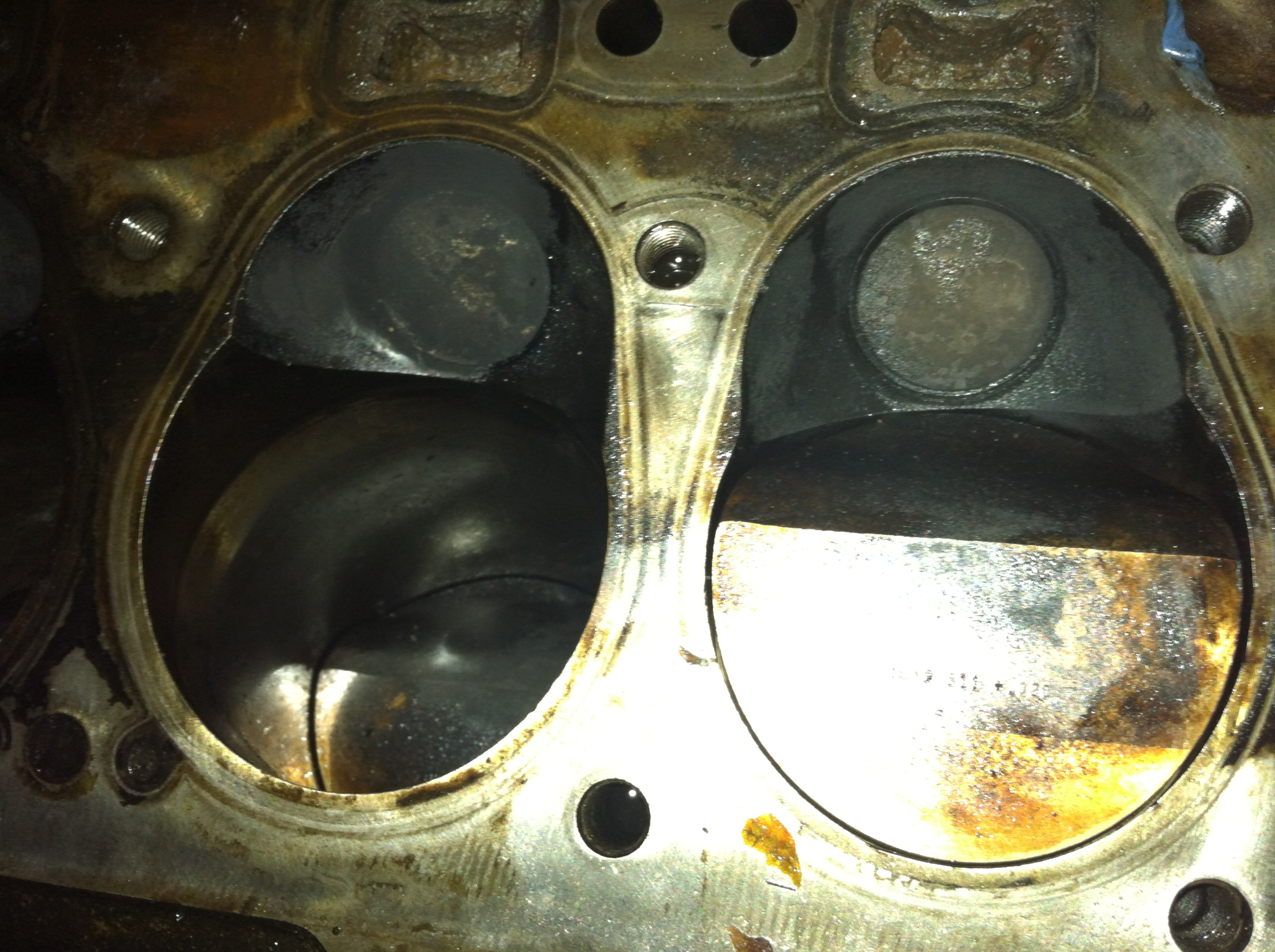
Primer plano de dos cilindros de un motor Rover IOE de 3 litros. Pueden verse la cámara de combustión, la parte superior del pistón en ángulo y las válvulas de escape

Rover utilizó una forma más avanzada de motor IOE. Fue diseñado por Jack Swaine a mediados de la década de 1940 y estuvo en producción desde 1948 hasta principios de la década de 1990. A diferencia del IOE de culata en F convencional, el motor tenía una cámara de combustión eficiente diseñada para una buena combustión, en lugar de una configuración de fabricación simple. La superficie superior del bloque se mecanizó en ángulo, con las coronas de los pistones en ángulo formando un "techo inclinado" a juego. Durante la compresión, el pistón casi tocaba la válvula de admisión situada en ángulo, proporcionando un adecuado efecto de agitación de la mezcla en la cámara de combustión, desplazada hacia los lados por la cuña del cilindro. La forma de la cámara de combustión resultante era un hemisferio casi ideal, aunque invertido e inclinado con respecto al diseño habitual de una "cámara de combustión hemisférica". La bujía estaba montada en el centro y esto, junto con la turbulencia generada por la compresión, proporcionaba una trayectoria de la llama muy corta. La delgadez de la capa de gas entre el pistón y la válvula de entrada quedaba tan limitada que se redujo el riesgo de detonación con combustible de pobre octanaje, un factor que lo mantuvo en servicio con los Land Rover durante mucho tiempo. A finales de la década de 1940 y principios de la de 1950, cuando la única gasolina disponible era de bajo octano debido a la escasez de combustible provocada por la Segunda Guerra Mundial, permitió a Rover que sus motores funcionaran con relaciones de compresión más altas que muchos competidores que usaban diseños más habituales de válvulas, tanto laterales como en cabeza.
La disposición inusual de la cámara de combustión con sus válvulas en ángulo también condujo a un tren de válvulas inusual. El árbol de levas montado sobre la culata accionaba unos pequeños balancines en forma de cuña, uno para cada válvula. En los primeros modelos, el árbol de levas actuaba sobre una simple almohadilla en el balancín, pero en modelos posteriores esta almohadilla se sustituyó por un punto de apoyo equipado con un rodamiento cilíndrico. Los balancines de escape actuaban directamente sobre las válvulas, mientras que los balancines de admisión actuaban sobre las varillas de empuje que alcanzaban un segundo conjunto de balancines planos más largos que operaban las válvulas de admisión. El motor Rover, al igual que muchos diseños británicos de la década de 1940 y anteriores, era un motor de diámetro pequeño y carrera larga (infracuadrado) para mantener la potencia fiscal RAC lo más baja posible, reduciendo así el impuesto de circulación todo lo posible. El diseño IOE permitió a Rover usar válvulas más grandes de lo que normalmente sería posible en un motor con cilindros de diámetro pequeño, lo que permitió obtener una mejor respiración y un mejor rendimiento.
La familia de propulsores Rover IOE incluía motores de cuatro cilindros en línea (de 1.6 y 2.0 litros) y de seis cilindros en línea (2.1, 2.2, 2.3, 2.4, 2.6 y 3.0 litros) y propulsó gran parte de la gama de posguerra de la compañía, en los modelos P3, P4 y P5. También se utilizaron versiones adaptadas de los motores IOE 1.6 y 2.0 en la versión anterior del Land Rover. Las potencias oscilaron entre 50 CV (Land Rover 1.6) y 134 CV (P5 de 3 litros MkII y III). El motor IOE 2.6 de 6 cilindros tuvo una carrera particularmente larga. Después de ser utilizado en las berlinas Rover P4, se agregó a los modelos Land Rover de batalla larga de 1963 con 2A Forward Control, luego en 1967 en el 109 "con capó", y siguió siendo un equipamiento opcional hasta 1980 cuando fue reemplazado por el Rover V8.

### Culata tipo Packard
La forma de la cámara de combustión como una "semi-culata invertida", junto con la junta de culata en ángulo y las coronas de pistón de techo inclinado, se había utilizado anteriormente en el motor Van Ranst V12 de 1930 diseñado por Packard, aunque en este caso todas las válvulas estaban situadas en el lateral del bloque, y las bujías estaban inadecuadamente colocadas en el extremo de la cámara de combustión.

## Otros usos
Motocicletas
El diseño del tren de válvulas IOE se utilizó ampliamente en las primeras motocicletas estadounidenses, principalmente basado en un diseño francés de De Dion-Bouton. Harley-Davidson usó motores IOE con válvulas de admisión atmosférica hasta 1912, y con válvulas de admisión accionadas mecánicamente de 1911 a 1929. Indian usó trenes de válvulas IOE en todas sus motocicletas de cuatro cilindros, excepto en las fabricadas en 1936 y 1937. Otros fabricantes de motocicletas estadounidenses que usaban motores IOE incluían a Excelsior, Henderson y Ace.
Automóviles
Hudson utilizó un motor IOE de cuatro cilindros en línea en su gama de automóviles Essex desde 1919 hasta 1923 y un motor IOE de seis cilindros en línea en su línea Hudson de automóviles desde 1927 hasta 1929.
En Europa, en el mismo período, Humber Limited de Coventry, Inglaterra, produjo una gama completa de automóviles con motores IOE. Sin embargo, estos motores se eliminaron gradualmente a finales de la década de 1920 en favor de modelos que usaban motores de culata en L más baratos, compartidos con Hillman.
Tras la Segunda Guerra Mundial, Willys-Overland Motors y su sucesor Kaiser-Jeep, utilizaron variantes del motor Willys Hurricane de 1950 a 1971.
Rolls-Royce utilizó un motor IOE de seis cilindros en línea originalmente diseñado inmediatamente antes de la Segunda Guerra Mundial en su Silver Wraith de posguerra. De este propulsor Rolls-Royce se derivaron los motores de la serie B para vehículos de combate del ejército británico, producidos en versiones de cuatro, seis y ocho cilindros (B40, B60 y B80) por Rolls-Royce (y en el caso del B40 usado en el Austin Champ de Morris Motors) para vehículos militares, camiones contra incendios e incluso autobuses. BMC utilizó en el sedán Vanden Plas Princess 4-litros R un desarrollo más avanzado para automóviles de pasajeros de carrera más corta, el motor FB60, un IOE de seis cilindros en línea que desplazaba 3909 cc y producía unos 175 CV. Se fabricaron más de 6000 de estos coches.

## Escape sobre admisión (EOI)
Se han fabricado algunos motores con la configuración inversa, con las válvulas de escape en la culata y con las válvulas de admisión en el bloque. La motocicleta ABC Skootamota comenzó la producción con un motor de esta configuración, pero se cambió a un motor de válvulas en cabeza antes de que terminara la producción.
En 1936 y 1937, en los motores Indian Four se planteó invertir las posiciones de las válvulas, situando las válvulas de escape en la culata y las válvula de admisión en el bloque. En teoría, esto mejoraría la vaporización del combustible, permitiendo obtener mayor potente. Sin embargo, el nuevo sistema calentaba mucho la culata y el varillaje de la válvula de escape requería ajustes frecuentes. El diseño volvió a la configuración original IOE en 1938.